# Савез хокеја на леду Босне и Херцеговине
Хокејашки савез Босне и Херцеговине кровна је спортска организација задужена за хокеј на леду на подручју Босне и Херцеговине.
Савез организује национално хокејашко такмичење и координира радом мушке хокејашке репрезентације.
Савез је постао пуноправним чланом Светске хокејашке федерације 10. маја 2001. године.

## Историјат БХ хокеја
Хокеј на леду у Сарајеву почео је да се игра у зиму 1953. на замрзнутом језеру у Пионирској долини, а све захваљујући новосадском спортском раднику и ентузијасти Јаши Бакову. Први хокејашки клуб у земљи била је ХК Босна основана 1980. године. Већ наредне сезоне Босна је укључена у такмичење у Другој савезној лиги Југославије.
До нешто значајнијег развоја зимских спортова, па тиме и хокеја на леду у БиХ дошло је након што је град Сарајево добио организацију ЗОИ 1984. године. За потребе Игара две године раније саграђена је потпуно нова Олимпијска дворана Зетра.
Највећи успех БХ хокеја представљао је пласман ХК Босне у прву савезну лиги у сезони 1986/87.
Након распада СФРЈ основан је нови Државни савез хокеја на леду БиХ (формално 3. април 1993, почео са радом тек 1999). Чланом ИИХФ постаје 10. маја 2001. године. 
Због недостатка финансијских средстава када је реч о репрезентативним селекцијама Савез ради искључиво са млађим категоријама, док се сениорска селекција само једном такмичила у квалификацијама за Светско првенство треће дивизије 2008. (када је и била домаћин). Селекција БиХ је тада заузела друго место у конкуренцији Грчке и Јерменије и није се успела пласирати на завршни турнир. 

## Савез у бројкама
Према подацима ИИХФ-а (из 2013) на територији БиХ постоје укупно 203 регистрована играча (од чега 10 женски) и 6 лиценцираних судија. У земљи постоје и два затворена терена за хокеј на леду (оба у Сарајеву). 